# ロジェール・ユング
ロジェール・インゲマール・ユング（Roger Ingemar Ljung、1966年1月8日 - ）は、スウェーデン・スコーネ県ロンマ出身の元同国代表サッカー選手。現役時代のポジションはディフェンダー。

## 経歴
スウェーデン代表のディフェンダーとして国際Aマッチ通算59試合に出場して3得点を挙げた。代表でのラストゴールとなった3得点目は1994 FIFAワールドカップの初戦カメルーン代表戦であり、先制点となる得点だったものの試合は2-2の引き分けに終わった。同代表として経験したメジャー大会は1988年のソウルオリンピックに始まり、1990 FIFAワールドカップ、UEFA EURO 1992、1994 FIFAワールドカップと合計4度の大舞台に出場した。
現役引退後は主に母国出身選手の代理人を務めており、抱えた顧客にはフレドリック・ユングベリやパトリック・アンデション、キム・シェルストレームといったA代表にまで登り詰めた選手も多数いた。

## 個人成績

### 代表
試合数
- 国際Aマッチ 59試合3得点（1988年 - 1995年）

| スウェーデン代表 | 国際Aマッチ | 国際Aマッチ |
| 年               | 出場        | 得点        |
| ---------------- | ----------- | ----------- |
| 1988             | 7           | 0           |
| 1989             | 9           | 2           |
| 1990             | 6           | 0           |
| 1991             | 7           | 0           |
| 1992             | 6           | 0           |
| 1993             | 9           | 0           |
| 1994             | 11          | 1           |
| 1995             | 4           | 0           |
| 通算             | 59          | 3           |

得点
| # | 開催日        | 開催地                                 | 対戦国     | スコア | 結果 | 大会                          |
| - | ------------- | -------------------------------------- | ---------- | ------ | ---- | ----------------------------- |
| 1 | 1989年5月7日  | ソルナ、ロースンダ・スタディオン       | ポーランド | 1-0    | 2-1  | 1990 FIFAワールドカップ・予選 |
| 2 | 1989年6月16日 | コペンハーゲン、パルケン・スタディオン | ブラジル   | 2-0    | 2-1  | 親善試合                      |
| 3 | 1994年6月19日 | パサデナ、ローズボウル                 | カメルーン | 1-0    | 2-2  | 1994 FIFAワールドカップ       |

## タイトル

### クラブ
マルメFF
- アルスヴェンスカン : 2回 (1987, 1988)
- スウェーデン・カップ : 1回 (1989)

ガラタサライSK
- スュペル・リグ : 1回 (1993-94)